# Градац (Кисељак)
Градац је насељено мјесто у општини Кисељак, Босна и Херцеговина.

## Становништво
|        | 2013.      | 1991.      | 1981.      | 1971.       | 1961.       |
| Укупно | 1 (100,0%) | 6 (100,0%) | 1 (100,0%) | 10 (100,0%) | 15 (100,0%) |
| Хрвати | 1 (100,0%) | 6 (100,0%) | 1 (100,0%) | 10 (100,0%) | 13 (86,67%) |
| Срби   | –          | –          | –          | –           | 2 (13,33%)  |